# Maison Thomas-Whitehead
La maison Thomas-Whitehead est une maison située au 2592 avenue Bourgogne à Chambly au Québec (Canada). Elle a été construite en 1815 et 1816 pour le militaire britannique Thomas Whitehead. Parc son architecture, elle présente une coloniale française avec l'ajout de quelques éléments d'influence britannique, comme la symétrie, la répartition des pièces et les fermes du toit. Elle a été classée comme immeuble patrimonial en 1985 par le ministère de la Culture et des Communications. En 2018, sont terrain a été classé comme site patrimonial par le même ministère.